# Mélange

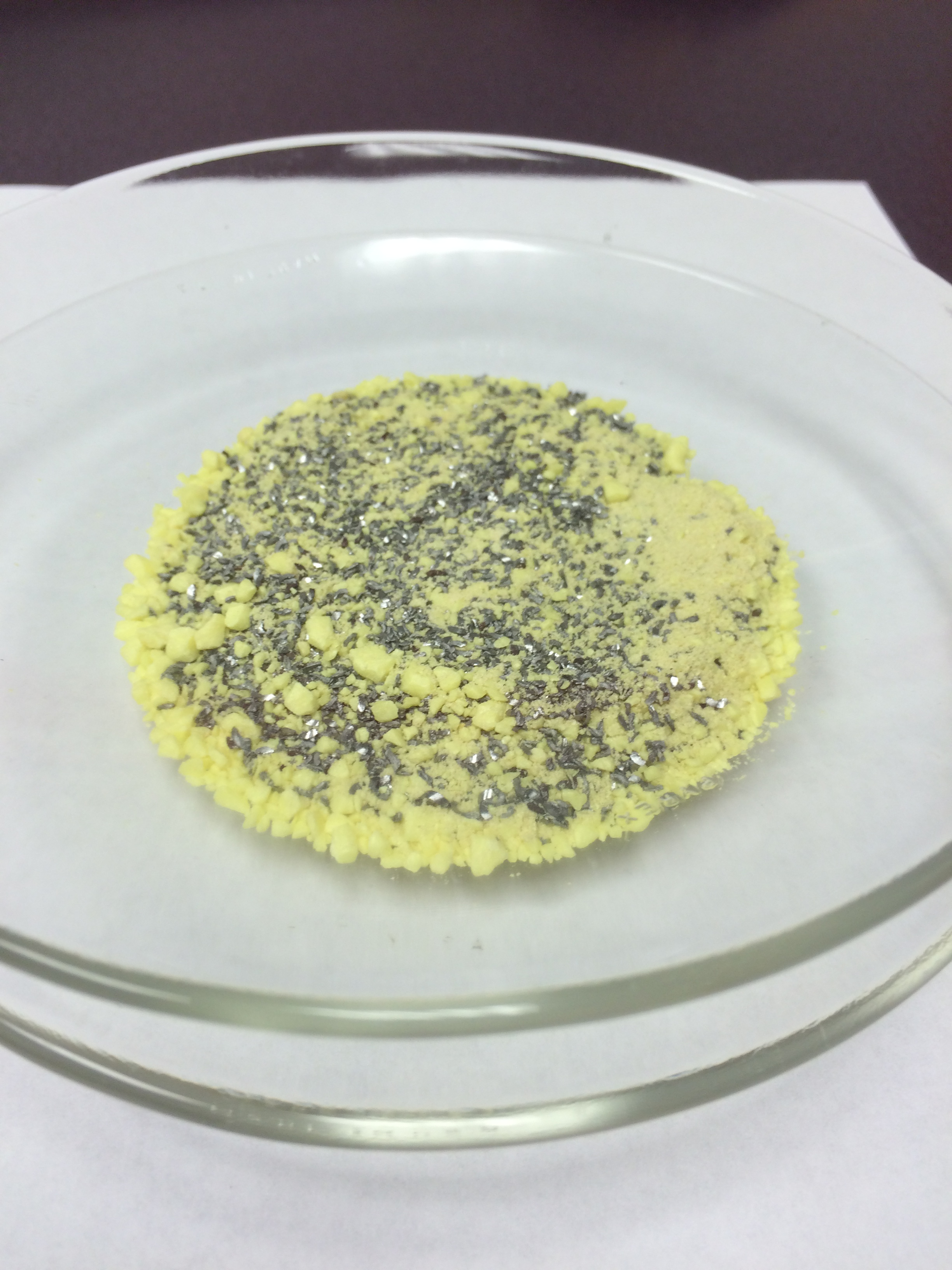
Mélange hétérogène de poudre de soufre et de limaille de fer.

Un mélange est une association de deux ou plusieurs substances solides, liquides ou gazeuses qui n'interagissent pas directement chimiquement. Le résultat de l'opération est une préparation aussi appelée « mélange ». Les substances mélangées sont étroitement juxtaposées dans un même espace, chacune gardant ses propriétés physiques et chimiques. Les éléments mélangés peuvent être séparés de nouveau par l’action d'un procédé physique. Un mélange est différent d'un corps pur qui ne comporte qu'une seule substance.

## Typologie
On distingue deux grands types de mélanges :
- un mélange hétérogène est un mélange dont on peut distinguer au moins deux constituants à l'œil nu ;
- un mélange homogène est un mélange dont on ne peut pas distinguer les constituants à l'œil nu.